# تدرج (طائر)
التَدْرُج أو التُذرُج (الجمع: تَدَارِج) أو الديك البري هي أسماء شائع لطيور من عدة أجناس تتبع الفصيلة التدرجية ورتبة الدجاجيات. على الرغم من أنه يوجد في جميع أنحاء العالم في جمهرات مُدخَلة (وأسيرة)، إلا أن النطاق الأصلي لأجناس التدرج يقتصر على أوراسيا. التصنيف "تدرج" هو شبه عرقي، حيث أُدرجت الطيور المشار إليها باسم تدرج ضمن كل من فُصَيلتي التَدَارِج والطواويس، وفي كثير من الحالات تكون أكثر ارتباطًا بطيور الفصيلة التدرجية الأصغر حجمًا والطيهوج والدجاج الرومي (المصنفة سابقًا في فُصَيلات الحِجْلان (Perdicinae) وطيور الطيهوج (Tetraoninae) والدجاج الرومي (Meleagridinae، هذه الفُصَيلة دُمجت مع فُصيلة الطيهوج)) من التدارج الأخرى.
يتميز طائر التدرج بمثنوية الشكل الجنسية القوية، حيث أن الذكور مزينين بشكل كبير بالألوان الزاهية والزينة مثل الغبب. الذكور عادة ما يكون أكبر من الإناث ولهم ذيول أطول. لا يلعب الذكور أي دور في تربية الصغار.
يمكن التعرف على صوت أو صياح التدرج لأنه يبدو وكأنه حوض صدئ أو صمام مفتوح.
يأكل طائر التدرج في الغالب البذور والحبوب والجذور والتوت، بينما يتغذى في الصيف على الحشرات والبراعم الخضراء الطازجة والعناكب وديدان الأرض والحلزونات.
أشهر أنواعه هو طائر التدرج الشائع، والذي ينتشر على نطاق واسع في جميع أنحاء العالم، في الجمهرات الوحشية المدخلة وفي العمليات الزراعية. تحظى أنواع التدرج الأخرى بشعبية كبيرة في الأقفاص، مثل التدرج الذهبي (Chrysolophus pictus).